# East Ravendale
East Ravendale är en ort och civil parish i Storbritannien.   Den ligger i kommunen North East Lincolnshire och riksdelen England, i den sydöstra delen av landet, 220 km norr om huvudstaden London. East Ravendale ligger 67 meter över havet och antalet invånare är 125.
Terrängen runt East Ravendale är platt. Runt East Ravendale är det ganska tätbefolkat, med 75 invånare per kvadratkilometer. Närmaste större samhälle är Grimsby, 10,4 km norr om East Ravendale. Trakten runt East Ravendale består till största delen av jordbruksmark.